# Estínfalo (herói)
Estínfalo (em grego: Στυμφαλος), filho de Élato  e Laódice, na mitologia grega, é o herói epônimo da cidade de Estínfalo, situada no Peloponeso, perto do lago do mesmo nome.
Estínfalo foi durante certo tempo vitorioso na defesa da Arcádia contra Pélops. Vendo que nào o derrotaria pela força, Pélops convidou-o para um banquete, simulando uma reconciliação. Durante a festa, matou-o traiçoeiramente, despedaçou-o e espalhou os membros.
Seus filhos eram Agamedes, Gortis e Agelau .